# گورانا
گورانا (به لاتین: Gorana) یک منطقهٔ مسکونی در مونته‌نگرو است که در شهرداری بار واقع شده‌است. گورانا ۴۸۴ نفر جمعیت دارد.